# Jacqueline Wilson
Jacqueline "Jackie" Wilson (ur. 17 grudnia 1945 w Bath) – brytyjska pisarka, autorka popularnych powieści dla dzieci.
Swoją karierę rozpoczęła pracując w wydawnictwach; przez dwa lata była dziennikarką. Ostatecznie jednak zdecydowała poświęcić się pisaniu książek dla dzieci. Jej powieści otrzymały nagrody Guardian Children's Fiction Award i Smarties Prize. Seria Dziewczyny została zekranizowana w formie serialu zatytułowanego Dziewczyny i miłość i emitowanego na kanałach MiniMax i ZigZap. Oprócz książek dla dzieci ma także w swoim dorobku serię powieści detektywistycznych i kilka sztuk, które zaadaptowało brytyjskie Radio 4. Prowadzi także kursy twórczego pisania dla młodych słuchaczy.
Ma dorosłą córkę Emmę, mieszka w hrabstwie Surrey. Od lat współpracuje z Nickiem Sharrattem, którego ilustracje towarzyszą jej książkom.

## Publikacje
Seria Dziewczyny:
- Dziewczyny się zakochują
- Dziewczyny się odchudzają
- Dziewczyny się spóźniają
- Dziewczyny płaczą

Seria Tracy Beaker:
- Historia Tracy Beaker
- Gra w wyzwania
- W roli głównej Tracy Beaker!

Inne:
- Złe dziewczyny
- Dziecko ze śmietnika
- Na krawędzi
- Podwójna rola
- Malowana mama
- Sekrety
- Dziewczynka z walizkami
- Urodziny Daisy
- Kocia mumia
- Vicky, dziewczynka, która stała się aniołem
- Lola Rose
- Lekcje miłości
- Najlepsze przyjaciółki
- Północ
- Wata cukrowa
- Pamiętnik Lottie
- Pocałunek
- Raz na zawsze
- Diamentowe Dziewczyny